# Калиновка (приток Ирпеня)
Калиновка — река на Украине, протекает по Житомирской области. Левый приток реки Ирпень.
Берёт начало в болотце урочища Млаки южнее Лысовки.
На берегах реки Калиновки находится ряд населённых пунктов: Лысовка, Турбовка, Лучин, Сущанка. Недалеко от последнего Калиновка впадает в Ирпень.